# Cruchley-Piedmont-Gletscher
Der Cruchley-Piedmont-Gletscher ist ein 1,5 km breiter Vorlandgletscher im Archipel der Südlichen Orkneyinseln. Er liegt 4 km nördlich der John Peaks am Ostrand von Powell Island und grenzt an die Hügelkette, welche die Insel von Norden nach Süden durchzieht.
Das UK Antarctic Place-Names Committee benannte ihn am 15. Februar 1987 in der Absicht, die vom britischen Seefahrer James Weddell vorgenommene Benennung von Powell Island als Cruchley’s Island hiermit zu bewahren. Weddells Namensgeber ist vermutlich der britische Kartograph George Frederick Cruchley (1796–1880).